# Kozova
Kozova (ucraineană Козова; poloneză Kozowa; rusă Козо́ва) este un oraș în regiunea Ternopil din vestul Ucrainei, situat în regiunea Galiției.